# カムチャツカ地方

カムチャツカ地方
ロシア語: Камча́тский край

カムチャツカ地方（カムチャツカちほう、ロシア語: Камча́тский край）は、ロシア連邦の極東連邦管区の連邦構成主体の1つである。
首府はペトロパブロフスク・カムチャツキー。下級行政区画として、北半分にコリャーク管区（中心地：パラナ）が設置されている。コリャーク管区を除く地域は面積 17万1300km²、人口 31万1000人、人口密度 2人/km²。
かつてはこの地域にカムチャツカ州が置かれており、現在のコリャーク管区はコリャーク自治管区として、カムチャツカ州に属しながら別個の連邦構成主体だった。2005年10月23日に投票によりカムチャツカ州とコリャーク自治管区の合併が決定され、2007年7月1日にカムチャツカ地方が成立した。

## 地理
アジアで有数の広さの半島、カムチャツカ半島の全域を占め、北にマガダン州、チュコト自治管区と隣接する。東はベーリング海、西はオホーツク海である。火山帯が走り、約300の火山がある。うち、29が活火山。ユーラシア大陸でもっとも高い火山であるクリュチェフスカヤ山（4,750m）の他、ムトノフスキー火山、クロノツキー山、ウシュコフスキー山、カーメン山、シベルチ山、コリャークスカヤ山、アヴァチンスカヤ山、ズパノフスキー山などの活発な火山がある。火山の他にも噴気孔や間欠泉も見られる。
カムチャツカの火山群は1996年にユネスコの世界遺産に登録された。

## 歴史
カムチャツカ南端はかつてアイヌ民族の居住地であり、日本人も交易のため居住。
ロシアは17世紀にカムチャツカ半島の領有を宣言した。17世紀半ばにイヴァン・カムチャツキー、シモン・デジネフ、コサックのイヴァン・ルベツらが探検した。
1697年にウラジーミル・アトラソフが65人のコサックと60人のユカギール人を率いて半島を調査し、カムチャツカ川に2つの船着場をつくった。それらは後にロシアの毛皮商人たちの交易の拠点となった。コサックたちは1704年から1706年にかけて独自に植民地を形成し、先住民のカムチャダール人たちを搾取した。ヤクーツクから、地域の秩序を取り戻すためにアトラソフが派遣されたときには時すでに遅く、1711年にアトラソフは殺害されてしまう。それ以来、カムチャツカはヤクーツクからの中央の影響を受けない半独立的な地域となった。1713年には約500人のコサックがいたとされる。コサックたちの過剰な搾取は住民の反乱を招き、1731年には蜂起した住民がニジネカムチャツキーに暮らしていたコサックたちを殺害した。残ったコサックたちは火器や大砲で反撃して蜂起を治めた。18世紀初めには約2万人いたとされる先住民族は、1750年には8,000人になった。
1740年にデンマーク人ヴィトゥス・ベーリングによってペトロパヴロフスク・カムチャツキーが建設された後、カムチャツカは流刑地となり、次第に開かれていった。ロシア帝国政府はカムチャツカ半島への入植を奨励した。1812年には先住民族は約3,200人を切ったが、ロシア人は2,500人に上った。1854年、クリミア戦争でロシアと戦っていたフランスとイギリスがペトロパヴロフスク・カムチャツキーを攻撃（ペトロパブロフスク・カムチャツキー包囲戦）。988人の成人男子はたった68丁の銃で、206丁の銃を持った2,540人の英仏軍の侵入を退けた。英仏軍の退却の後、ペトロパヴロフスク・カムチャツキーは軍事的責務を解かれ、軍港の機能はウスチ・アムール(устья-Амур、Ust-Amur)に移された。翌年に再び英仏軍がやってきて港を攻撃したときには、ペトロパヴロフスク・カムチャツキーは無人となっていた。
1867年にアラスカがアメリカ合衆国に売却されたため、アメリカへ渡る商人や探検家の中継地としてのペトロパヴロフスク・カムチャツキーの意義もなくなった。1860年に沿海州が設置され、カムチャツカ半島はその管理下に置かれた。19世紀末のカムチャッカ半島のロシア人は2,500人ほどで、先住民は5,000人にまで増えた。1917年のロシア革命と日本のシベリア出兵を経て、1920年3月7日に極東共和国が建国されたが、カムチャツカ半島は同年12月30日にロシア・ソビエト連邦社会主義共和国へ譲渡され、1922年にはロシアなどで形成されたソビエト社会主義共和国連邦（ソビエト連邦）の一部となり、カムチャツカ半島全域はハバロフスク地方に編入された。1930年12月10日には半島北部にコリャーク自治管区が、1932年10月20日には半島南部にカムチャツカ州が設置された。ペトロバヴロフスク・カムチャツキーなどのベーリング海沿岸には日本の北洋漁業基地が設置され、日本企業による缶詰工場などが建設されたが、漁法の変化により徐々に撤退した。
第二次世界大戦後、カムチャツカは軍事地域として閉鎖され、1968年にはソ連海軍太平洋艦隊の潜水艦基地が建設された（現在のヴィリュチンスク）。1989年までは一般のロシア人も立ち入ることはできなかったが、1990年以降は外国人にも開放された。
1991年12月25日にソビエト連邦が消滅し、カムチャツカ州とコリャーク自治管区はロシア連邦の一部となった。2007年、カムチャツカ州とコリャーク自治管区が合併してカムチャツカ地方が設置され、コリャーク自治管区は同地方の一部である「コリャーク管区」となった。

## 行政区画

### 主要都市
- ペトロパブロフスク・カムチャツキー
- エリゾヴォ
- ヴィリュチンスク
- コリャーク管区
  - パラナ

## 住民
住民のほとんどは州都ペトロパヴロフスク・カムチャツキーに暮らす。ロシア人（80.9%）、ウクライナ人（5.8%）、コリャーク人（2.0%）、エヴェンキ人、チュクチ人、イテリメン人、アレウト人など。

## 産業
石炭、金、雲母、黄鉄鉱、天然ガスなどを産する。
主要な産業は漁業、林業、観光業。ロシア太平洋潜水艦隊の基地がアヴァチャ湾にあり、また空軍基地やレーダー基地が置かれ、軍事的にも重要な地域である。

## 標準時
この地域は、カムチャツカ時間を使用している。時差はUTC+12時間である。

2010年3月28日まではカムチャツカ時間を使用し、時差は通常はUTC+12時間、夏時間はUTC+13時間であったが、ドミートリー・メドヴェージェフ政権による国内時間帯の削減策（「時の改革」）によりマガダン時間に統合された。2011年には従来の夏時間が通年で適用されるようになった。この改革に対して、ペトロパブロフスク・カムチャツキーでは反対デモが発生した（詳細は「カムチャツカ時間」を参照）。しかし、2014年10月26日にマガダン時間が廃止され、カムチャツカ時間が復活した。時差はそのまま通年UTC+12となった。